# Kapitan Dimitrievo, Pazardjik
Kapitan Dimitrievo (în bulgară Капитан Димитриево) este un sat în comuna Peștera, regiunea Pazardjik,  Bulgaria. 

## Demografie
Componența etnică a satului Kapitan Dimitrievo
     Bulgari (94,01%)
     Nicio identificare (5,98%)
     Altele (0%)
La recensământul din 2011, populația satului Kapitan Dimitrievo era de 768 locuitori. Din punct de vedere etnic, majoritatea locuitorilor (94,01%) erau bulgari. Pentru 5,98% din locuitori nu este cunoscută apartenența etnică.